# Samuel Alexander Kinnier Wilson

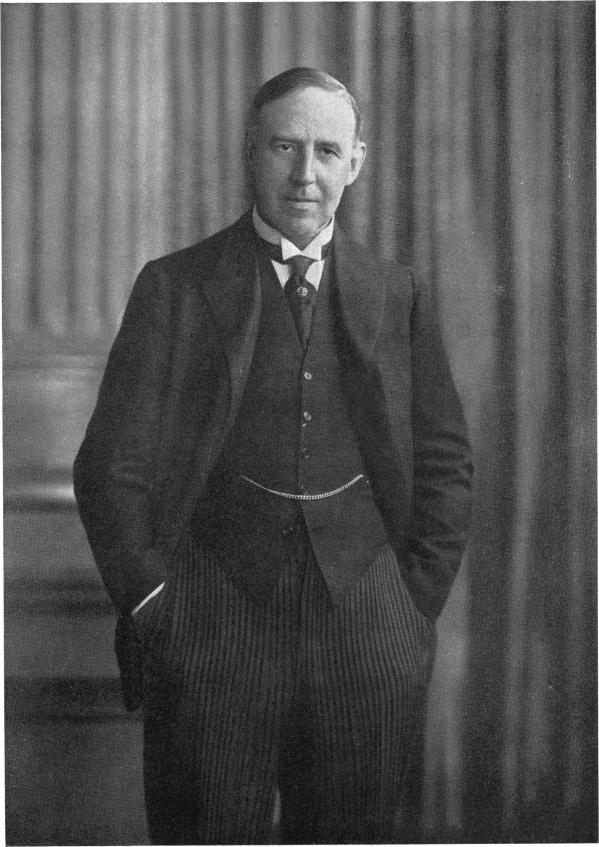
S. A. Kinnier Wilson

Samuel Alexander Kinnier Wilson (Cedarville, 6 de dezembro de 1878 — Londres, 12 de maio de 1937) foi um neurologista britânico mais conhecido por descrever a doença de Wilson, que recebeu este nome em sua homenagem.

## Biografia
Wilson nasceu em Cedarville, no estado americano de Nova Jérsei. Um ano depois do seu nascimento, seu pai morreu e sua família mudou-se para Edimburgo, na Escócia. Em 1902 formou-se bacharel em medicina pela Universidade de Edimburgo, e no ano seguinte recebeu o título de bacharel em fisiologia. Depois foi para Paris, onde continuou seus estudos com Pierre Marie (1853-1940) e Joseph Babinski (1857-1932). Em 1905 se mudou para Londres, onde trabalhou como secretário e patologista no National Hospital for Neurology and Neurosurgery. Mais tarde foi nomeado professor de neurologia no King's College Hospital.
Especializou-se em neurologia clínica, e fez contribuições importantes em seus estudos sobre a epilepsia, a narcolepsia, apraxia e distúrbios da fala. Em 1912, ele descreveu a degeneração hepatolenticular numa dissertação de mestrado, que foi premiada com uma medalha de ouro, intitulada "Degeneração lenticular progressiva". Foi homenageado por sua pesquisa sobre a doença e, posteriormente, o transtorno se tornou conhecido como "doença de Wilson". Credita-se a ele a introdução do termo "extrapiramidal" na neurologia, neste mesmo tratado.